# Gemeinschaft der Heiligen Familie
Die Gemeinschaft der Heiligen Familie (it.: Associazione della Sacra Famiglia) ist eine internationale katholische Vereinigung von Gläubigen. Sie wurde 1892 auf Initiative von Papst Leo XIII. gegründet und besteht weltweit in 18 Ländern. Ihr Anliegen ist die Verehrung der Heiligen Familie und soziales Engagement.

## Geschichte
Im Jahre 1861 gründete der Jesuit Filipe Francoz in Lyon (Frankreich) eine Gemeinschaft, die sich der Heiligen Familie weihte. Im gleichen Zeitraum entstanden verschiedene Bewegungen und Vereine, die sich ebenfalls im Namen der Heiligen Familie versammelten. Unterstützung fanden die Vereinigungen in Papst Pius IX. (1846–1878), der die Ausbreitung über Europa und in amerikanische Diözesen förderte. Papst Leo XIII. (1878–1903) erkannte diese neuen Bewegungen als eine Möglichkeit zur christlichen Erziehung und war bestrebt die verschiedenen Gemeinschaften, die nach dem Vorbild der Heiligen Familie zu leben versuchten, zu vereinigen. Mit dem Päpstlichen Schreiben Neminem fugit (dt.: „Niemand flieht“) in Form eines Breve gründete er 1892 die Gemeinschaft der Heiligen Familie, die Schirmherrschaft übernahm Papst Leo XIII. persönlich. Die Statuten und Regeln wurden 1928, 1936 und 1980 überarbeitet. Die letzte Überarbeitung stammt von 1987 und am 25. November 1987 erhält die Gemeinschaft das Anerkennungsdekret vom Päpstlichen Rat für die Laien, gleichzeitig wird sie als eine internationale Vereinigung von Gläubigen päpstlichen Rechts in das offizielle Register aufgenommen.

## Selbstverständnis
Die spirituell ausgerichteten Lebensformen spiegeln sich in der Nachahmung und Verehrung der Heiligen Familie. Dadurch wollen sie anderen christlichen Familien das christliche Familienideal vorleben und stellen sich als Zeugen und Apostel der Familie von Nazareth dar. Den Mitgliedsfamilien werden fortlaufende Ausbildungsangebote unterbreitet, die ein Zeugnis und Programm der Orientierung im geistlichen Leben widerspiegeln. Die besondere interne Bindung an die Gemeinschaft wird durch sogenannte „Hausbesuche“ begleitet, die die Familie im Gebet vereinigen will.

## Organisation und Verbreitung
Die Kernzelle der Gemeinschaft ist die „Familie“, Familien gründen sich auf den Ebenen der Pfarreien, der Diözesen und der Nationen. Eine Familie wird auf allen Ebenen von einem Rat geleitet, der aus drei Ehepaaren besteht und von einem Priester unterstützt wird. Die nationalen Räte koordinieren und fördern die Ziele der Vereinigung und bilden aus ihren Reihen den Weltrat. Der Generalobere der Ordensgemeinschaft „Söhne von der Heiligen Familie“ leitet den Weltrat und nimmt die Aufgaben des Generalsekretärs wahr.
Die Gemeinschaft leitet das „Zentrum für Dokumentation und Studien zur Heiligen Familie“ (das „Nazarenum“), des Weiteren organisiert sie alle zwei Jahre einen internationalen Kongress in Barcelona und im Casa Sacra Famiglia Rom. Zu den Publikationen zählt die Zweimonatsschrift „La sagrada familia“, die auf Spanisch, Englisch und Italienisch erscheint. Die Familien sind weltweit in 18 Ländern vertreten, davon verteilen sich auf Europa in 8 Ländern, Südamerika in 8 Ländern, Nordamerika und Afrika je ein Land, der Hauptsitz befindet sich in Rom.